# Czarni Radom (piłka nożna)
WKS Czarni Radom – polski klub piłkarski istniejący w latach 1921-89. W sezonach 1924 i 1926 walczył o mistrzostwo Polski, ale swój udział kończył na etapie warszawskiej klasy A. W okresie międzywojennym był najlepszym klubem piłkarskim w Radomiu. Po II wojnie światowej występował zazwyczaj w rozgrywkach na 3. poziomie ligowym (najpierw w lidze okręgowej, a następnie w nowo powołanej III lidze). 
Początkowo działalność WKS Czarni opierała się głównie na piłce nożnej. Sytuacja zmieniła się jednak po powołaniu sekcji siatkarskiej, która w 1984 awansowała do Ekstraklasy. W 1989 po spadku piłkarzy z III ligi sekcja piłki nożnej została rozwiązana.

## Historia

### Powstanie klubu i jego początki
W 1921 roku nastąpił rozłam sekcji piłki nożnej „Kordian” Radomskiego Towarzystwa Sportowego. Prawdopodobnie jego przyczyną był konflikt między działaczami i zawodnikami. Z Kordiana wystąpili czynni zawodnicy m.in.: Jan Bolesta, Lucjan Cieszkowski, Jerzy i Roman Domańscy, Stanisław Szaybo, Henryk Szostak i założyli Klub Sportowy „Czarni”. W tymże czasie RTS zmienił nazwę na Radomskie Koło Sportowe. W okresie międzywojennym Czarni wraz z RKS-em byli najlepszymi klubami sportowymi w Radomiu. W 1922 roku rozegrany został pierwszy mecz piłkarski między tymi klubami i zakończył się wygraną RKS-u 2:0. Czarni rozgrywali wtedy mecze towarzyskie, gdyż nie należeli jeszcze do żadnego związku sportowego. W swojej niemal całej działalności wykorzystywali sprzęt sportowy należący do 72 Pułku Piechoty. Klub zyskując coraz większą sympatię władz wojska, został włączony w struktury sportu wojskowego.
W 1920 roku przybył do Radomia 72 Pułk Piechoty. Kilka miesięcy później z jego inicjatywy rozpoczęto prace nad budową placu sportowego położonego przy ul. Kozienieckiej (obecnie ul. Struga). Początkowo działalność sportowa garnizonu sprowadzała się do zawodów wewnątrz jednostki rozgrywanych nieregularnie. W grudniu 1921 roku został wydany pierwszy dokument, który ujmował w zakres organizacyjny wojska działalność sportową i określał kierunek jej rozwoju. Porządkował egzystencję polskich Wojskowych Klubów Sportowych i polecał rozwój ich działania w oparciu o normy krajowe. W tempie przyspieszonym zakończono budowę wojskowego placu, aby zrealizować owo zarządzenie. Wybudowane zostały: boisko piłkarskie okolone bieżnią, skocznia lekkoatletyczna i korty tenisowe.

### Wojskowy Klub Sportowy w warszawskiej Klasie A

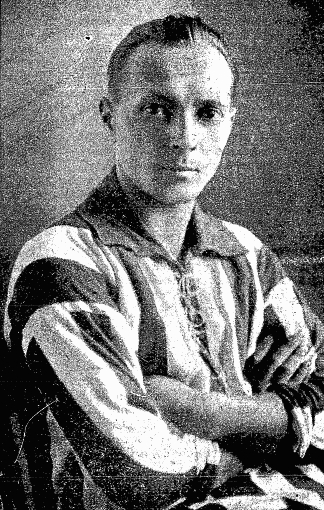
W warszawskiej klasie A jednym z czołowych zawodników Czarnych był Adam Kogut. Dwa lata przed przyjazdem do Radomia, zadebiutował w reprezentacji Polski oraz z Cracovią wywalczył pierwsze mistrzostwo Polski. Na zdjęciu jako zawodnik Cracovii.

Na początku 1923 roku nastąpiło przekształcenie stowarzyszenia na Wojskowy Klub Sportowy „Czarni”. Pierwszym prezesem WKS-u został płk Zajączkowski, ówczesny dowódca 72 pp. Klub objęło Dowództwo Okręgu Korpusu I Warszawa. Otrzymał również statut i regulamin zatwierdzony przez okręg, mający prawo do ingerencji w sprawy klubowe aż do jego rozwiązania i decyzji o przystąpieniu Czarnych do krajowych związków sportu. W tymże roku organizacja prowadziła sekcje: piłki nożnej, lekkoatletyki i tenisa ziemnego. W owym okresie w radomskim sporcie faworyzowana była piłka nożna. W 1923 piłkarze WKS-u wraz z RKS-em zostali zgłoszeni do powołanego w 1919 Warszawskiego Okręgowego Związku Piłki Nożnej.
W tym samym roku reprezentacja Podokręgu Radomskiego składająca się z piłkarzy Czarnych i RKS-u uzyskała następujące rezultaty: 0:3 z reprezentacją Krakowa, 0:2 z reprezentacją Warszawy i 0:2 z reprezentacją Szkół Podchorążych z Warszawy.
W owym czasie klub prowadził politykę nawiązywania kontaktów z warszawskimi i krakowskimi ośrodkami sportowymi. Nawiązał również kontakt z ówczesnym zdobywcą tytułu mistrza Czechosłowacji, Slovanen Bratysława. Mecz z tym zespołem zakończył się porażką 1:6, a tym samym stosunkiem z czechosłowackim klubem przegrała Legia Warszawa.
W 1923 roku Czarni Radom rozegrali decydujące spotkanie o prawo gry w Klasie B Okręgu Warszawskiego, w którym pokonali Radomskie Koło Sportowe 3:0. W zmaganiach Klasy B wywalczyli wicemistrzostwo i razem z Varsovią (Harcerski Klub) uzyskał awans do Klasy A Okręgu Warszawskiego. W 1924 roku awans do Klasy A wywalczyli: Jan Bolesta, Jerzy Cieszkowski, kpt. Karol Complak, Roman Domański, Tadeusz Dutkowski, Tadeusz Janas, Henryk Kamiński, kpt. Adam Kogut, Zygmunt Mazurkiewicz, Henryk Szostak, Józef Tyrk, por. Uchacz.
W swoim debiucie radomianie zajęli przedostatnie, 5. miejsce z dorobkiem 4 punktów. Wyprzedziły ich kolejno drużyny: Polonia, Warszawianka, Legia i Varsovia. W kolejnej edycji WKS ulokował się na ostatniej pozycji w grupie i spadł do niższej ligi. Nie pomogło nawet wygrana w ostatnim meczu z Legią Warszawa. Zwycięzca grupy warszawskiej – Polonia – następnie w fazie finałowej wywalczył tytuł wicemistrza kraju. Po spadku klub opuściło kilku najlepszych graczy, m.in.: por. Uchacz, kpt. Adam Kogut, kpt. Karol Complak.

### 1927-1937: Czarni Radom na tle reform systemu rozgrywek
W latach 1927–1928 nastąpił rozłam w Polskim Związki Piłki Nożnej i powołanie Polskiej Ligi Piłki Nożnej z siedzibą w Warszawie, w rozgrywkach której uczestniczyło 14 najlepszych zespołów w kraju. WOZPN założył nową Klasę A, a w jej skład wchodzili Czarni Radom wraz z RKS i warszawskimi drużynami. W 1927 roku Wojskowi w tej lidze osiągnęli następujące wyniki: RKS (1:1, 1:1), Korona (3:1, 2:1), Varsovia (3:1,1:3), Orkan (7:0, 1:0), Ruch (1:1, 1:0), Makabi (0:1, 5:2), Skra (0:5, 2:1). W klasyfikacji końcowej zajęli miejsce w środkowej części tabeli. W 1928 roku został utworzony Kielecki Okręgowy Związek Piłki Nożnej z siedzibą w Częstochowie, a wcześniej drugi podokręg (częstochowski) w województwie kieleckim. Dopiero w 21 sierpnia 1930 KOZPN zalegalizowały władze wojewódzkie. Czarni Radom i inne radomskie kluby miały odtąd grać w okręgu kieleckim. Okręg kielecki nie był jeszcze zorganizowany, dlatego radomianie przydzieleni zostali do okręgu lubelskiego. W tabeli końcowej zajęli 5. na 8 miejsc. W 1930 roku zostali włączeni w skład drużyn klasy A nowo powstałego wówczas Podokręgu Radomskiego KOZPN.
W 1931 roku Czarni obchodzili 10-lecie swojego istnienia. W czasie uroczystości związanych z tą rocznicą przedstawione zostały dorobek sportowy oraz praca wychowawcza prowadzona przez zarząd. Zespół piłkarzy, wiądąca sekcja w klubie, uświetniając uroczystość, rozegrał mecz towarzyski z I-ligową Cracovią i uległ jej 1:5.
W 1933 roku zarząd WKS-u na czele z majorem Stanisławem Trzebunią wyszedł z inicjatywą odmłodzenia drużyny piłki nożnej. Przyszłość piłkarska Czarnych miała być budowana na własnych wychowankach przywiązanych do tradycji i barw klubowych. Młodzież rekrutowana była z uczniów gimnazjalnych szkół im. Jana Kochanowskiego i Szkoły Technicznej. W 1934 roku zatrudniono trenera Władysława Szpurnę. Jesienią tego roku Wojskowi po raz pierwszy od 9 lat pokonali w meczu mistrzowskim RKS 3:1.
W 1937 roku system rozgrywek ligowych po raz kolejny został zmieniony przez PZPN. Drużyny z Radomia ponownie włączono do WOZPN. Rok później Czarni Radom wywalczyli mistrzostwa klasy A i awansowali do ligi okręgowej. W tym czasie piłkarze WKS-u stanowili trzon drużyny reprezentacji Radomia w pojedynkach z Warszawą, Krakowem, Kielcami, Lublinem. Zawodników z ul. Kozienieckiej wybrano sparing-partnerem dla reprezentacji Polski, która przygotowywała się do rywalizacji z Węgrami w sierpniu 1939 roku. W meczu tym radomianianie ponieśli porażkę 0:4. Był to ich ostatnie spotkanie rozegrane kilka dni przed wybuchem II wojny światowej.

### Piłkarze po II wojnie światowej

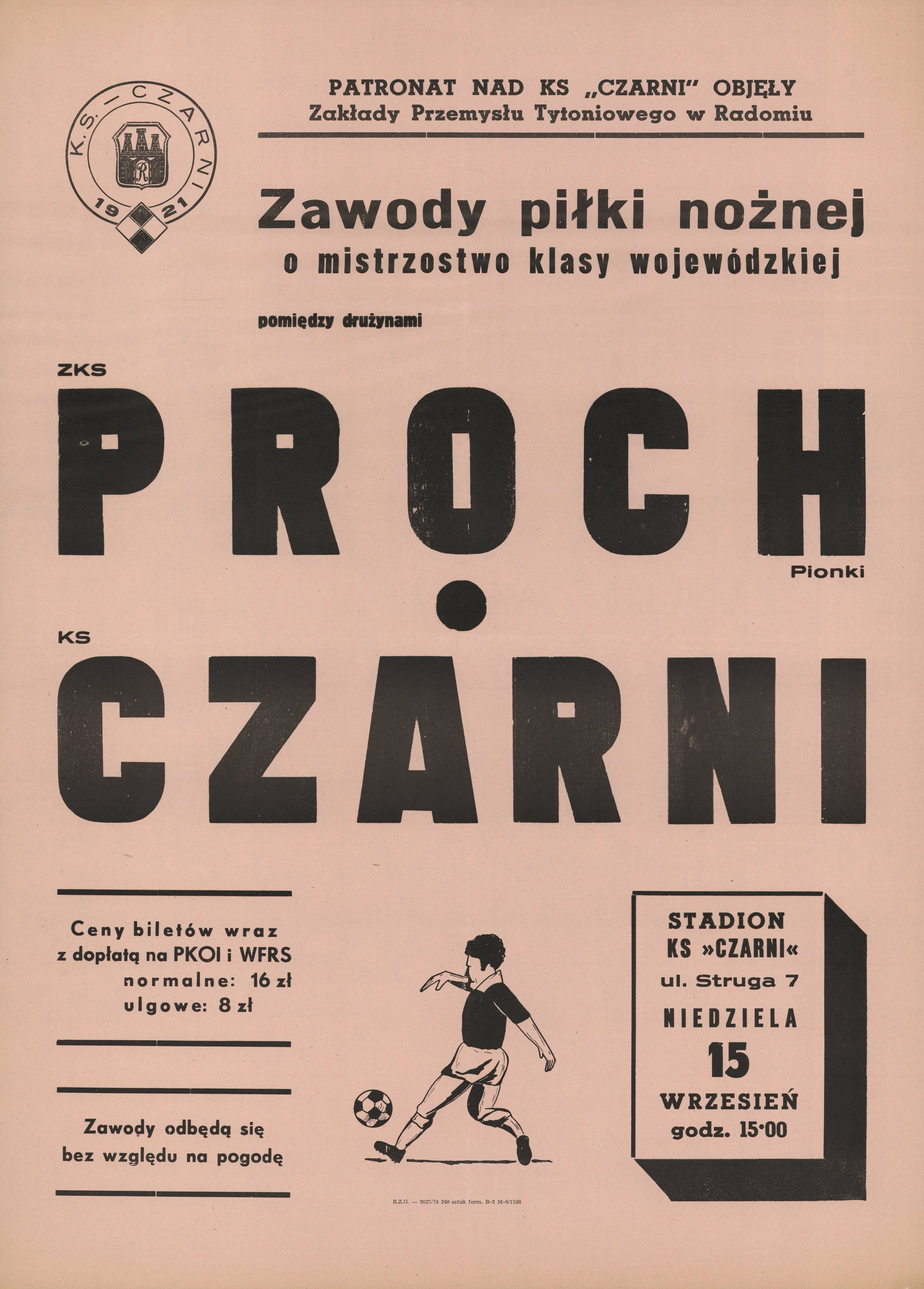
Plakat zapraszający na mecz piłki nożnej w dniu 15.09.1974 o mistrzostwo Klasy Okręgowej pomiędzy drużynami ZKS „Proch” Pionki i „Czarni” Radom na stadionie KS „Czarni”.

W okresie II wojny światowej Czarni wraz z innymi radomskimi klubami: RKS, Broń, Kolejarz oraz żydowskimi: Jutrznia, Nordyja, Hapoel, Barkochba i Makabi, potajemnie gromadzili się na łąkach, rozgrywając tam mecze. Niemcy ogłosili wówczas zakaz jakiejkolwiek działalności związkom sportowym.
W 1945 roku, tuż po wyzwoleniu, została odrodzona działalność Czarnych Radom z prezesem Romanem Sztajgerwaldem.
W sezonie 1964/65 Wojskowi po zajęciu 2. miejsca ligi okręgowej województwa kieleckiego zakwalifikowali się do rozgrywek barażowych, w których walczyli o prawo gry w II lidze. Mając na koncie 4 zwycięstwa, 3 remisy i 3 porażki, uplasowali się na 4. miejscu w klasyfikacji końcowej i tym samym nie wywalczyli awansu do wyższej klasy.
W 1976 roku Czarni zadebiutowali w III lidze. W grupie czternastu zespołów ulokowali się na ostatnim miejscu z dorobkiem 17 punktów. Potem uczestniczyli jeszcze cztery razy w tych rozgrywkach. Ostatni raz występowali w nich w sezonie 1988/1989 i zajęli 13. pozycję.
W 1997 roku nastąpiło przekształcenie klubu w jednosekcyjny i zmiana nazwy na Warka Strong Club WKS Czarni Radom, w wyniku czego swoją działalność zakończyła sekcja piłki nożnej.

## Sukcesy
- Mistrzostwa Polski:
  - Klasa A Warszawa: 1924, 1926
- Puchar Polski okręgu Radom (3): 1986, 1988, 1989

## Czarni Radom w rozgrywkach ligowych
Wyniki z poszczególnych sezonów Czarnych Radom
- 1924: 5. miejsce w warszawskiej klasie A, 4 pkt., bramki: 15-44
- 1926: 6. miejsce w warszawskiej klasie A, 1 pkt., bramki: 14-48
- 1960/1961: 10. miejsce w klasie okręgowej, 16 pkt., 5 zwycięstw, 6 remisów, 11 porażek, bramki: 21-32
- 1961/1962: 9. miejsce w klasie okręgowej, 18 pkt., zwycięstwa: 8, remisy: 2, porażki: 12, bramki: 31-38
- 1962/1963: 6. miejsce w klasie okręgowej, 22 pkt., zwycięstwa: 9, remisy: 4, porażki: 9, bramki: 30-28
- 1963/1964: 3. miejsce w klasie okręgowej, 27 pkt., zwycięstwa: 11, remisy: 5, porażki: 6, bramki: 48-22
- 1964/1965: 2. miejsce w klasie okręgowej, 31 pkt., zwycięstwa: 14, remisy: 3, porażki: 5, bramki: 41-18
- 1964/1965: 4. miejsce w turnieju barażowym o prawo gry w II lidze (gr. I), zwycięstwa: 4, remisy: 3, porażki: 3, bramki: 15-16,
- 1965/1966: 10. miejsce w klasie okręgowej, 16 pkt., zwycięstwa: 7, remisy: 2, porażki: 13, bramki: 31-44
- 1966/1967: 10. miejsce w klasie okręgowej, 11 pkt., bramki: 23-44
- 1967/1968: 6. miejsce w klasie okręgowej, 30 pkt., zwycięstwa: 12, remisy: 6, porażki: 8, bramki: 52-28
- 1968/1969: 6. miejsce w klasie okręgowej, 25 pkt., zwycięstwa: 11, remisy: 3. porażki: 12, bramki: 44-34
- 1969/1970: klasa okręgowa
- 1970/1971: 6. miejsce w klasie okręgowej, 28 pkt., zwycięstwa: 12, remisy: 4, porażki: 10, bramki: 44-42
- 1971/1972: 6. miejsce w klasie okręgowej, 27 pkt., zwycięstwa: 12, remisy: 3, porażki: 11, 40-36
- 1972/1973: klasa okręgowa
- 1973/1974: 5. miejsce w klasie okręgowej, 30 pkt., zwycięstwa: 11, remisy: 8, porażki: 9, bramki: 31-25
- 1974/1975: klasa okręgowa
- 1975/1976: 5. miejsce w klasie okręgowej, 35 pkt., zwycięstwa: 15, remisy: 5, porażki: 6, bramki: 39-18
- 1976/1977: 14. miejsce w III lidze (gr. III), 31 pkt., bramki: 26-24
- 1978/1979: 9. miejsce w III lidze (gr. III), 32 pkt., bramki: 52-33
- 1979/1980: 12. miejsce w III lidze (gr. III), 30 pkt., bramki: 45-36
- 1980/1981: 3. miejsce w piotrkowsko-radomskiej klasie okręgowej, 36 pkt., zwycięstwa: 17, remisy: 2, porażki: 7, bramki: 54-21
- 1985/1986: 15. miejsce w III lidze (gr. VII), 29 pkt., bramki: 41-49
- 1988/1989: 13. miejsce w III lidze (gr. III), 17 pkt., bramki: 18-37

## Stadion
Stadion KS Czarni usytuowany był przy ulicy Malczewskiego w Radomiu pobliżu koszar 72 Pułku Piechoty im. Dionizego Czachowskiego. Mógł pomieścić do ok. 10.00 widzów. Piłkarze swoje mecze rozgrywali na nim do końca działalności sekcji piłkarskiej działającej do 1997 roku. Na samym początku XXI wieku został zlikwidowany.